# 百代唱片 (香港)
百代唱片，全稱英商電氣音樂實業（香港）有限公司（英語：Electric and Musical Industries (Hong Kong) Limited，簡稱：EMI (Hong Kong) Limited）曾是香港一間主要的唱片公司，成立於1953年，是香港最早成立的唱片公司，為世界四大唱片公司之一的EMI在香港的子公司。於2003年與黃柏高共同在香港成立金牌娛樂，把當中包括香港華語歌手在港的唱片發行及宣傳工作轉往金牌娛樂，但仍維持非華語歌曲及古典音樂的宣傳及發行。於2006年EMI年中報告中，有提及過 EMI HONG KONG 的成績，於過去一年，作為EMI業務伙伴，但不持有任何權益的金牌娛樂佔據了香港音樂市場超過30%，是其中一間市場佔有率最高的唱片公司，在2013年之前其運作實際由香港華納唱片維持。但隨着EMI於2013年末被環球唱片收購後，其運作、音像產品及版權現交由環球唱片管理。2013年前，與香港環球唱片、香港索尼音樂娛樂及香港華納唱片是香港四大唱片公司之一。

## 歷史

### 上海
上海的百代唱片，是二十世紀30年代中國最大的唱片公司。前身為法國人 E.Labansat 成立於1908年上海之「柏德洋行」，代理法國百代公司留聲機、唱片等音嚮設備。「百代」為法文 Pathé 音譯。1909年起，改稱「東方百代公司」（Pathé Orient），開始灌錄唱片。1917年，於上海設立中國首家唱片製造廠。到了1920年代中，百代已成為中國規模最大唱片公司。1930年，英國哥倫比亞唱片公司（Columbia Graphophone Company Limited）收購法國百代公司（Pathe Records）全部唱片業務，包括上海的「東方百代公司」。在中國，公司出品仍然維持中文品牌「百代」及其紅底黑圖雄雞商標。翌年，英國哥倫比亞唱片公司與留聲機公司（Gramophone Company，出品以HMV為品牌）合併，改稱「電氣音樂實業集團」（Electric and Musical Industries, EMI）。位於上海的百代，併入於香港註冊之「英商電氣音樂實業有限公司」（Electrical Musical Industries (China) Limited），成為英國總公司在中國的分部。

### 香港
1949年，上海的百代唱片被共產黨接收，被迫終止營業。時代曲被共產黨定性為「黃色音樂」，禁止演出及創作。不少百代旗下的時代曲歌手、音樂人遷居香港。EMI 於1953年在香港成立「香港百代公司」，繼續以「百代唱片」製作及發行唱片。在50至70年代以前，百代在香港處於領導地位，製作大部份國語時代曲，但主要市場只剩下香港、南洋及台灣。百代在香港旗下歌手，包括：姚莉、李麗華、張露、周璇、白光等等。
1960年代中以後，香港本地英文歌市場有所發展。由於百代在國語流行曲的市場和地位，本地英文歌未受太大重視。到了70年代中，粵語流行曲在香港快速崛起。寶麗金唱片（原鑽石唱片，1971年售予寶麗多，後再重組成寶麗金）及娛樂唱片在粵語流行曲處於領導地位。百代轉形較慢，出現老態，歌手們紛紛轉唱粵語流行曲，可是反應一般，原來的國語歌手也陸續退下來。1970年代，百代唱片曾以副牌麗歌唱片發行一些粵語流行曲及唱片，歌手單位包括四朵金花。到了1970年代末，百代曾在行內被戲稱為「唱片界墳墓」。直至1979年簽入羅文、陳百強這些實力派歌手等，方現轉機。

## 歌手列表（1970年代－2013年）
| 男                                              | 男                        | 男                                         | 男                        | 男                        |
| ----------------------------------------------- | ------------------------- | ------------------------------------------ | ------------------------- | ------------------------- |
| 羅文 （1979年－1983年）                         | 陳百強 （1979年－1980年） | 林子祥 （1974年－1982年， 1995年－2001年） | 劉德華 （1986年－1989年） | 關正傑 （1986年－1988年） |
| 陳司翰                                          | 金城武                    | 張立基 （1987年－1995年）                  | 吳國敬 （1986年－1993年） | 盧冠廷                    |
| 區瑞強 （1983年－1987年）                       | 巫啟賢 （1994年－1996年） | 張信哲 （1996年－1997年）                  | 張智霖 （1996年－1999年） | 黃貫中                    |
| 葉振棠 （1979年－1985年）                       | 羅嘉良                    | 李龍基                                     | 許冠傑                    | 黃子華                    |
| 吳彤                                            | 倫永亮                    | 袁志偉                                     |                           |                           |
| 女                                              |                           |                                            |                           |                           |
| 葉麗儀                                          | 李美鳳                    | 林憶蓮                                     | 黎明詩 （1990年－1996年） | 蔡齡齡 （1989年－1993年） |
| 曾路得 （1981年－1982年）                       | 盧業瑂                    | 文佩玲 （1989年－1992年）                  | 楊采妮 （1993年－1997年） | 彭羚 （1994年－1998年）   |
| 劉雅麗 （1994年－1996年）                       | 伍詠薇 （1995年－1996年） | 吳倩蓮 （1996年－1997年）                  | 何嘉麗                    | 江欣慈                    |
| 陳美玲                                          | 黃敏華                    | 葉子楣                                     | 汪明荃                    | 朱茵                      |
| 薛家燕                                          | 雷安娜                    | 露雲娜 （1978年－1981年）                  | 張德蘭                    | 谷祖琳（2002年－2003年）  |
| 何韻詩 （2001年－2004年）                       | 王菲 （1997年－2001年）   | 鄺美雲 （1991年－1998年）                  | 黎瑞恩（2002年）          |                           |
| 組合                                            |                           |                                            |                           |                           |
| 四朵金花 （1975年；以百代唱片副牌麗歌唱片發行） | Shine                     | Cookies                                    |                           |                           |